# نساء من أصل إسباني وأمريكي لاتيني في الصحافة
شاركت النساء اللاتينيات واللاتينيات في أمريكا في الصحافة لسنوات، مستخدمين مهاراتهن المتعددة اللغات للوصول عبر الثقافات ونشر الأخبار طوال القرن التاسع عشر حتى العصر المشترك. قدمت المطابع ذات الأصول الأسبانية معلومات مهمة لمجتمعات أمريكا اللاتينية وأمريكا اللاتينية وساعدت في تعزيز والحفاظ على القيم الثقافية التي لا تزال قائمة حتى اليوم. كما قامت هذه المطابع «بتعزيز التعليم، وقدمت أعمدة ذات اهتمام خاص، وغالبًا ما أسست المجلات ودور النشر والمكتبات لنشر أفكار الكتاب المحليين والخارجيين.» 

## أوائل القرن العشرين
خلال أوائل القرن العشرين، لعبت العديد من النساء على طول الحدود بين تكساس والمكسيك في لاريدو دورًا أساسيًا في نشر الأخبار حول اهتمامهن بالحقوق المدنية للمكسيكيين وازدراءهم للديكتاتور آنذاك، بورفيريو دياز، من خلال كتاباتهم في الصحف الإسبانية.